# Международная лига по борьбе с расизмом и антисемитизмом
Международная лига по борьбе с расизмом и антисемитизмом (фр. Ligue internationale contre le racisme et l'antisémitisme, LICRA, ЛИКРА) — некоммерческая организация, основанная во Франции в 1927 году и затем открывшая зарубежные подразделения. Одна из старейших французских НКО, выступающих против расизма, антисемитизма, неонацизма, отрицания Холокоста, гомофобии, ксенофобии. Занимается правозащитной, методической и образовательной деятельностью, сотрудничая как с французскими, так и с зарубежными правительствами и организациями, в том числе правоохранительными.

## История
В 1927 году французский журналист и экс-коммунист Бернар Лекаш создал «Лигу против погромов» и начал кампанию в газетах в поддержку анархиста Самуила Шварцбурда, убившего в Париже Симона Петлюру в 1926 году. Шварцбурд считал Петлюру виновником многочисленных еврейских погромов на Украине, устроенных петлюровцами. После оправдания Шварцбурда организация превратилась в Международную лигу против антисемитизма или ЛИКА (фр. Ligue internationale contre l’antisémitisme, LICA). Шварцбурд был её видным активистом.
В 1931 году ЛИКА уже насчитывала 10 000 подписчиков по всей Франции. После 1932 года ЛИКА превратилась в ЛИКРА (в название добавилось упоминание расизма), но официально название было изменено только в 1979 году.
В сентябре 1939 года, когда началась Вторая мировая война, многие подписчики ЛИКРА были мобилизованы, и многие из них были членами Движения сопротивления во Франции на протяжении всей войны. Во время немецкой оккупации Франции ЛИКРА была запрещена правительством Виши, и ей пришлось скрывать свою деятельность, помогая жертвам нацизма и расизма, в частности, пряча их подальше от Парижа, предоставляя поддельные удостоверения личности и помогая бежать бежать в Швейцарию, Испанию и Англию.
В 1972 году закон уполномочил ЛИКРА консультировать в суде жертв расистских действий.
В последние несколько лет организация активизировала свою международную деятельность, открыв отделения за рубежом, в Швейцарии, Бельгии, Люксембурге, Германии, Португалии, Квебеке, затем в Конго и Австрии.
С 1999 года, с приходом президента Патрика Гобера, ЛИКРА расширила сферу деятельности, включив в неё социальные вопросы, например, дискриминацию в сфере труда, вопросы гражданства и проблемы неблагополучной молодёжи.
С 2010 года президентом ЛИКРА стал Ален Якубович.

## Известные члены ЛИКРА
С 1963 года и до своей смерти в 1989 году в ЛИКРА состояла Мари-Мадлен Фуркад, героиня французского Сопротивления, возглавлявшая в годы оккупации крупную агентурную сеть «Альянс».
В 1970-е годы активным сотрудником ЛИКРА был выдающийся историк, исследователь расизма и антисемитизма Пьер-Андре Тагиефф.

## Примеры деятельности
В 2000 году ЛИКРА привлекла значительное внимание средств массовой информации во время Дела «ЛИКРА против Yahoo!» в котором она выдвинула обвинения против Yahoo! за продажу нацистских сувениров во Франции в нарушение французских законов.
В 2011 году ЛИКРА осудила ксенофобные высказывания французского журналиста Le Figaro и правого политика еврейского происхождения Эрика Земмура, задевающие арабов. В 2020 году ЛИКРА вместе с другими правозащитными организациями подала на него новую жалобу за то, что он назвал безнадзорных несовершеннолетних мигрантов «ворами», «убийцами» и «насильниками».
В 2013 году ЛИКРА презентовала приложение для мобильных устройств, помогающее бороться с расистскими граффити на стенах и фасадах, отправляя фото таких граффити государственным органам с целью их оперативного удаления.
В 2016 году ЛИКРА подала иск против ультраправого французского политика Анри де Лескена за слова «Я восхищаюсь долголетием бывших узников Холокоста, которые умерли после 90 лет. Действительно ли они пережили все те ужасы, о которых рассказывали?».
В 2020 году ЛИКРА выразила поддержку Априль Бенаюм, занявшей второе место в конкурсе «Мисс Франция 2021», ставшей объектом травли из-за своего частично еврейского происхождения.
В 2021 году ЛИКРА предложила назвать левого политика Жана-Люка Меланшона за его некорректные высказывания об иудаизме «главой Музея антисемитских искусств и традиций».
В 2023 году ЛИКРА участвовала на суде в обвинении полицейского-хуту из Руанды Филиппа Хатегекимана, участвовавшего в геноциде тутси в Руанде в 1994 году и затем укрывшегося во Франции под видом беженца; он получил пожизненное заключение.